# 위례고등학교
위례고등학교(慰禮高等學校)는 대한민국 경기도 하남시 학암동에 있는 공립 고등학교이다.

## 학교 연혁
- 2015년 2월 23일 : 시설 공사 착공 및 준공 완료 ( ~ 2016.02.12)
- 2016년 1월 4일 : 위례고등학교 교명 확정
- 2016년 3월 1일 : 초대 교장 신현명 취임
- 2016년 3월 2일 : 제1회 입학식
- 2016년 9월 1일 : 개교식
- 2018년 2월 8일 : 제1회 졸업식
- 2018년 3월 2일 : 경기도교육청 지정 분반담임제 운영학교
- 2018년 11월 28일 : 하남진로코치단 MOU 체결
- 2022년 3월 1일 : 제3대 김성곤 교장 취임
- 2024년 1월 9일 : 제7회 졸업식
- 2024년 3월 4일 : 제9회 입학식

## 참고 자료
- 위례고등학교 - 한국교육학술정보원 학교알리미